# Calibrachoa eglandulata
Calibrachoa eglandulata là loài thực vật có hoa trong họ Cà. Loài này được Stehmann & Semir mô tả khoa học đầu tiên năm 1997 publ. 1998.